# Vrtlac (Žirje)
Vrtlac je nenaseljeni otočić u hrvatskom dijelu Jadranskog mora.
Njegova površina iznosi 0,018 km². Dužina obalne crte iznosi 0,53 km.